# Сан-Антоніо-де-лос-Кобрес
Сан-Анто́ніо-де-лос-Ко́брес (ісп. San Antonio de los Cobres) — місто у провінції Сальта на північному заході Аргентини. Адміністративний центр департаменту Лос-Андес.

## Клімат
Місто знаходиться у зоні, котра характеризується кліматом полярних пустель. Найтепліший місяць — грудень із середньою температурою 10,5 °C. Найхолодніший місяць — червень, із середньою температурою 1,3 °С.
| Клімат Сан-Антоніо      | Клімат Сан-Антоніо | Клімат Сан-Антоніо | Клімат Сан-Антоніо | Клімат Сан-Антоніо | Клімат Сан-Антоніо | Клімат Сан-Антоніо | Клімат Сан-Антоніо | Клімат Сан-Антоніо | Клімат Сан-Антоніо | Клімат Сан-Антоніо | Клімат Сан-Антоніо | Клімат Сан-Антоніо | Клімат Сан-Антоніо |
| Показник                | Січ.               | Лют.               | Бер.               | Квіт.              | Трав.              | Черв.              | Лип.               | Серп.              | Вер.               | Жовт.              | Лист.              | Груд.              | Рік                |
| Середній максимум, °C   | 14,7               | 13,5               | 13,7               | 12,6               | 10,8               | 8,7                | 8,8                | 10,8               | 12,5               | 13,9               | 15,4               | 15,7               | 12,6               |
| Середня температура, °C | 10,4               | 9,9                | 9,2                | 7,1                | 4,3                | 1,3                | 1,3                | 3                  | 5,4                | 8,1                | 9,8                | 10,5               | 6,7                |
| Середній мінімум, °C    | 2                  | 1,2                | 0,7                | −2,8               | −6,8               | −9,5               | −9,6               | −8,4               | −5,9               | −3,3               | −0,6               | 1,4                | −3,5               |
| Норма опадів, мм        | 82.3               | 79                 | 62.3               | 15.3               | 4.4                | 9.8                | 2.6                | 11.6               | 8.6                | 15.5               | 32                 | 58                 | 381.4              |
| Днів з опадами          | 16,3               | 15,2               | 11,9               | 5,1                | 1,7                | 1                  | 1,1                | 1,5                | 2,3                | 4,5                | 7,7                | 14,8               | 83,1               |
| Вологість повітря, %    | 61.9               | 63.7               | 61.6               | 52.2               | 42.8               | 39.5               | 36.3               | 35                 | 37.7               | 43.8               | 49.8               | 56.8               | 48.4               |
| ----------------------- | ------------------ | ------------------ | ------------------ | ------------------ | ------------------ | ------------------ | ------------------ | ------------------ | ------------------ | ------------------ | ------------------ | ------------------ | ------------------ |
| Джерело: Weatherbase    |                    |                    |                    |                    |                    |                    |                    |                    |                    |                    |                    |                    |                    |